# 11796 Nirenberg
11796 Nirenberg eller 1980 DS4 är en asteroid i huvudbältet som upptäcktes den 21 februari 1980 av den rysk-sovjetiska astronomen Ljudmila Karatjkina vid Krims astrofysiska observatorium på Krim. Den är uppkallad efter matematikern Louis Nirenberg.
Asteroiden har en diameter på ungefär 8 kilometer.